# 좌파청년
좌파청년(중국어: 左翼青年)은 2018년 심천 자식 노동자 권리 보호 활동으로 잘 알려진 중화인민공화국의 청년 단체이다.
중국의 좌파 청년들은 주로 1990년대에 태어난 젊은 대학생들로, 중국 대학생들 중에서는 극히 소수이다. 이들은 주요 대학에서 독서 동아리와 학생회라는 이름으로 조직되며 규모와 이름도 다양하다.